# Badesee Großheide
Der Badesee Großheide ist ein Baggersee auf dem Gebiet der ostfriesischen Gemeinde Großheide in Niedersachsen. Der See dient als Freizeitsee.

## Lage
Der Badesee Großheide liegt östlich von Großheide. Der See hat weder Zu- noch Abflüsse.

## Geschichte
Der Badesee Großheide ist nach der gleichnamigen Gemeinde benannt, auf deren Gebiet er liegt. Er entstand durch Sandentnahme.

## Freizeitanlage
Am Badesee liegt die Freizeitanlage Doornkaatsweg. Sie ist ein Naherholungsgebiet und verfügt über einen Sandstrand mit Flachwasserzone und angrenzender Liegewiese. Weiterhin gibt es ein Beachvolleyballfeld. Im Jahr 2012 erfolgte der Ausbau zur Freizeitanlage mit Stellplätzen für PKW und Wohnmobile.